# Каниц, Георг фон
Граф Георг фон Каниц (нем. Georg von Kanitz; 6 сентября 1842, Подаги, Варминско-Мазурское воеводство — 3 января 1922, Берлин) — военный атташе в посольстве Германской империи в Тегеране в ходе Первой мировой войны.
Занимался  объединением прогерманских сил в войне на Среднем Востоке. Граф фон Каниц, предположительно, возглавил армию в Кангаваре в 1916 году в борьбе против российских войск под командованием генерала Баратова, где впоследствии был убит.